# صحة الأم في رواندا
الجوانب الرئيسية لصحة الام هي الرعاية الصحية السابقة للولادة، والرعاية الصحية ما بعد الولادة وتنظيم الأسرة وما قبل الحمل. أدى نظام التمويل للصحة في رواندا لـ تحسن كبير في الرعاية السابقة للـولادة في مختلف المقاطعات في البلاد. الولادة في المستشفيات. الولادة في المستشفيات يساعد على خفض معدلات وفيات الرضع وفقاً لليونسيف، وتبلغ نسبة الولادة في المستشفيات 69% في الفترة ما بين 2006 لـ 2010 في رواندا.